# قطنجة كستنائية العرف
قطنجة كستنائية العرف (الاسم العلمي Ampelion rufaxilla)، طائر من الالقطنجة وفصيلة القطنجية. مواطنها بوليفيا، كولومبيا، الإكوادور، وبيرو. موائله الطبيعية الغابات الرطبة والغابات الجبلية الشبه استوائية أو مدارية.